# Badong

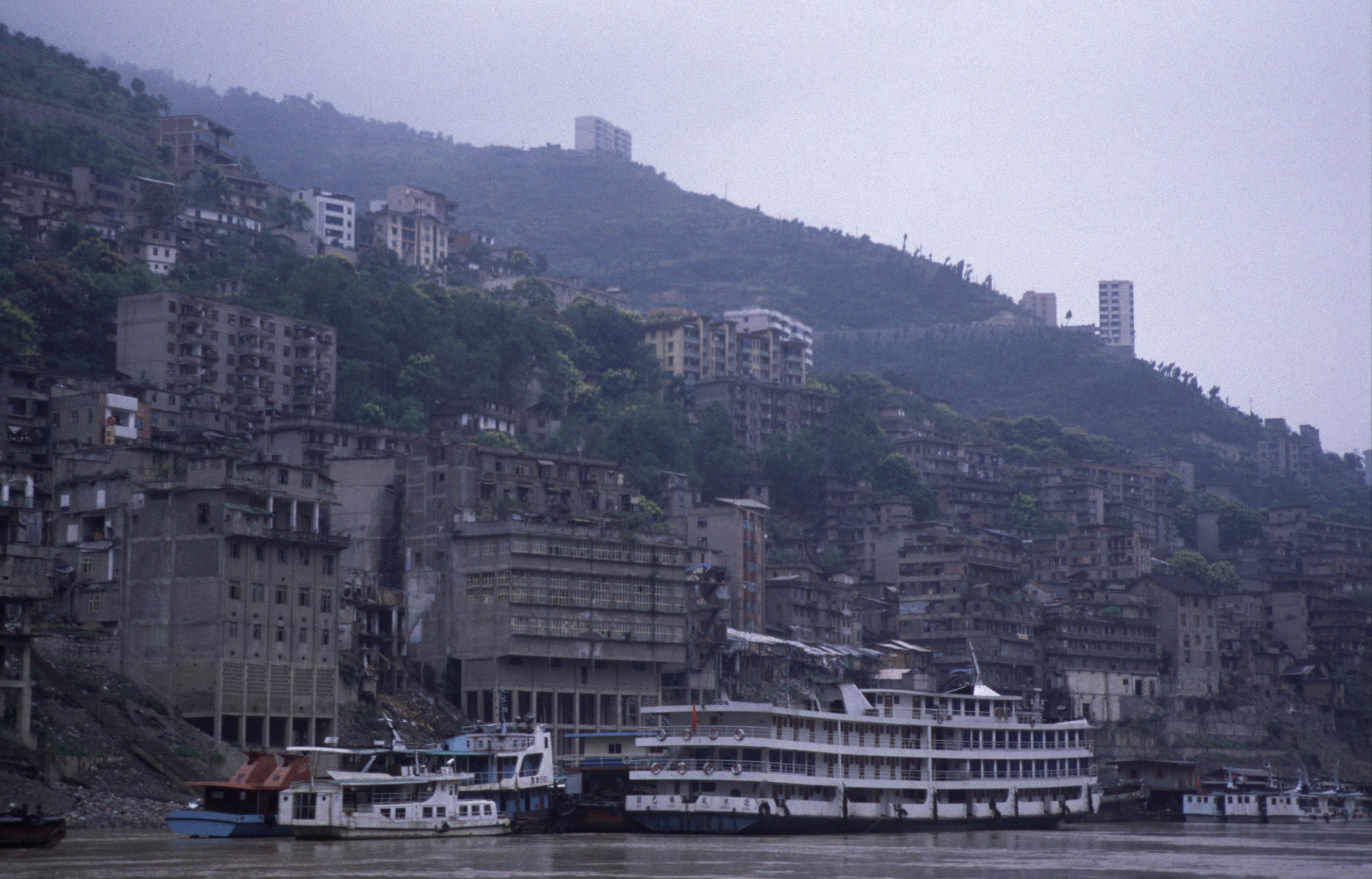
Badong (1999)

Der Kreis Badong (chinesisch 巴东县, Pinyin Bādōng Xiàn) ist ein Kreis im Autonomen Bezirk Enshi der Tujia und Miao im Südwesten der chinesischen Provinz Hubei. Er hat eine Fläche von 3.354 km² und zählt 431.900 Einwohner (Stand: Ende 2019). Sein Hauptort ist die Großgemeinde Xinling (信陵镇). Badong liegt am Jangtsekiang.